# Le Blanc-Mesnil
Le Blanc-Mesnil là một xã trong vùng đô thị Paris, thuộc tỉnh Seine-Saint-Denis, vùng hành chính Île-de-France của nước Pháp, có dân số là 46.936 người (thời điểm 1999).

## Các thành phố kết nghĩa
- Petrodvorets (Peterhof), Nga (1961)
- Sandwell, Angleterre, Anh (1985)

## Những người con của thành phố
- Tristan Valentin (sinh 1982), vận động viên đua xe đạp